# Nong Chok Sport Stadium
Das Nong Chok Sport Stadium (Thai สนามกีฬาหนองจอก), ehemals Tewson Stadium, ist ein Fußballstadion im Bezirk Nong Chok in der thailändischen Hauptstadt Bangkok. Das Nong Chok Sport Stadium ist Teil des Nong Chok National Football Center, das auch Eigentümer und Betreiber ist.

## Geschichte
Die 2006 eröffnete Sportstätte verfügt über eine nicht überdachte Zuschauertribüne und besitzt kein Flutlicht. Von 2006 bis 2009 wurde es als Heimspielstätte des Fußballclubs BEC Tero Sasana FC genutzt. 2010 wurde im Fußballstadion eine neue Tribüne errichtet und es bietet heute 7000 Besucherplätze.

## Nutzer des Stadions
| Verein             | Zeitraum der Nutzung |
| ------------------ | -------------------- |
| BEC Tero Sasana FC | 2006 bis 2009        |